# Philippe Troussier
Philippe Troussier, na początku 2006 roku przyjął imię Omar (ur. 21 marca 1955 w Paryżu) – francuski trener piłkarski. Od końca lat 80. pracuje z dużymi sukcesami w Afryce oraz Azji. Dwukrotnie brał udział w rozgrywkach o mistrzostwo świata – w 1998 roku prowadzona przez niego reprezentacja RPA odpadła po rundzie grupowej, a cztery lata później z drużyną narodową Japonii dotarł do drugiej rundy turnieju.

## Kariera piłkarska
W latach 1976–1983 bez większych sukcesów występował we francuskich zespołach z niższych lig: Angoulême, Red Star 93, FC Rouen oraz Stade de Reims.

## Kariera trenerska
Pracę szkoleniową rozpoczął na początku lat 80. w małych prowincjonalnych klubach.
W 1989 roku wyjechał do Wybrzeża Kości Słoniowej, gdzie przez trzy lata trenował piłkarzy ASEC Mimosas. Wtedy też odniósł swoje pierwsze sportowe sukcesy – trzy razy z rzędu doprowadził drużynę do mistrzostwa kraju. Dobre wyniki w ASEC-u zaowocowały propozycją poprowadzenia reprezentacji narodowej WKS. Troussier wytrzymał na stanowisku selekcjonera niecały rok. Na początku 1994 roku zawitał w Republice Południowej Afryki.
Prowadząc w latach 1994–1997 najlepsze kluby z RPA i Maroka, stał się jednym z najbardziej cenionych szkoleniowców europejskich pracujących na Czarnym Kontynencie. W 1997 roku został selekcjonerem reprezentacji Nigerii, z którą awansował do Mundialu 1998. Na pół roku przed tym turniejem został zastąpiony przez Jo Bonfrère.
Na mistrzostwa do rodzinnej Francji pojechał jako szkoleniowiec Republiki Południowej Afryki. Kilka miesięcy wcześniej doprowadził Burkina Faso do IV miejsca w Pucharze Narodów Afryki 1998. Drużyna RPA, debiutująca w rozgrywkach o Puchar Świata, zanotowała na Mundialu dwa remisy (z Danią i Arabią Saudyjską) oraz pechową porażkę z gospodarzami turnieju (dwa gole podopieczni Troussiera stracili po samobójczych strzałach obrońcy RPA Pierre’a Issy).
Po Mundialu przyjął ofertę szefów japońskiego związku piłki nożnej. Jego zadaniem miało być przygotowanie reprezentacji Japonii do mistrzostw świata 2002, których Kraj Wiśni był współgospodarzem. Duża autonomia w podejmowaniu decyzji, spokój i doświadczenie szkoleniowca zaprocentowały już w 2000 roku, kiedy drużyna olimpijska, której również był opiekunem, zajęła piąte miejsce na igrzyskach olimpijskich. Rok później dorosła reprezentacja doszła do finału Pucharu Konfederacji, a tuż przed turniejem triumfowała w mistrzostwach Azji. Na Mundialu Japończycy zajęli pierwsze miejsce w grupie (wyprzedzili Belgię, Rosję i Tunezję), a w drugiej rundzie przegrali 0:1 z Turcją, która następnie zdobyła brązowy medal. Po tym meczu Troussier podał się do dymisji.
Po kilku miesiącach odpoczynku powrócił do pracy szkoleniowej. Krótko prowadził reprezentacje Maroka oraz Kataru.
Jesienią 2004 roku powrócił nad Sekwanę, by po raz pierwszy od piętnastu lat poprowadzić francuską drużynę klubową – Olympique Marsylia. Pod koniec edycji 2004–2005 doprowadził ją do piątego miejsca w lidze. Na kilka tygodni przed rozpoczęciem kolejnych rozgrywek został niespodziewanie zwolniony.
W listopadzie 2005 roku po raz drugi objął stery reprezentacji Maroka, ale po niespełna miesiącu pracy otrzymał wymówienie.

## Sukcesy trenerskie
- mistrzostwo Wybrzeża Kości Słoniowej 1990, 1991 i 1992 z ASEC Mimosas
- IV miejsce w rozgrywkach o Puchar Narodów Afryki 1998 z reprezentacją Burkina Faso
- awans do mistrzostw świata 1998 z reprezentacją Nigerii
- start (faza grupowa) w mistrzostwach świata 1998 z reprezentacją RPA
- 1/8 finału mistrzostw świata 2002, mistrzostwo Azji 2002 i drugie miejsce w Pucharze Konfederacji 2001 z reprezentacją Japonii
- piąte miejsce na Igrzyskach Olimpijskich 2000 z reprezentacją olimpijską Japonii